# Cuketa
Cuketa (také cukina nebo cukína) je kultivar jednoleté plodové zeleniny řadící se k druhu tykev obecná (Cucurbita pepo), která pochází ze Střední Ameriky. Cuketa je však evropského původu, vznikla šlechtěním v Itálii. Běžnou odrůdou cukety je například Cucurbita pepo ‚Nefertiti‘. Hořká cuketa obsahuje kukurbitaciny, které mohou způsobit akutní otravu.

## Synonyma a etymologie
Cuketám se také říká cukíny, a oba názvy mají původ v italském výrazu pro tykev: zucca. V Itálii se většinou používá ženská zdrobnělina slova v množném čísle, zucchine, kdežto v anglicky mluvících zemích používají jeho mužskou zdrobnělinu, zucchini či zucchetti.

## Vzhled

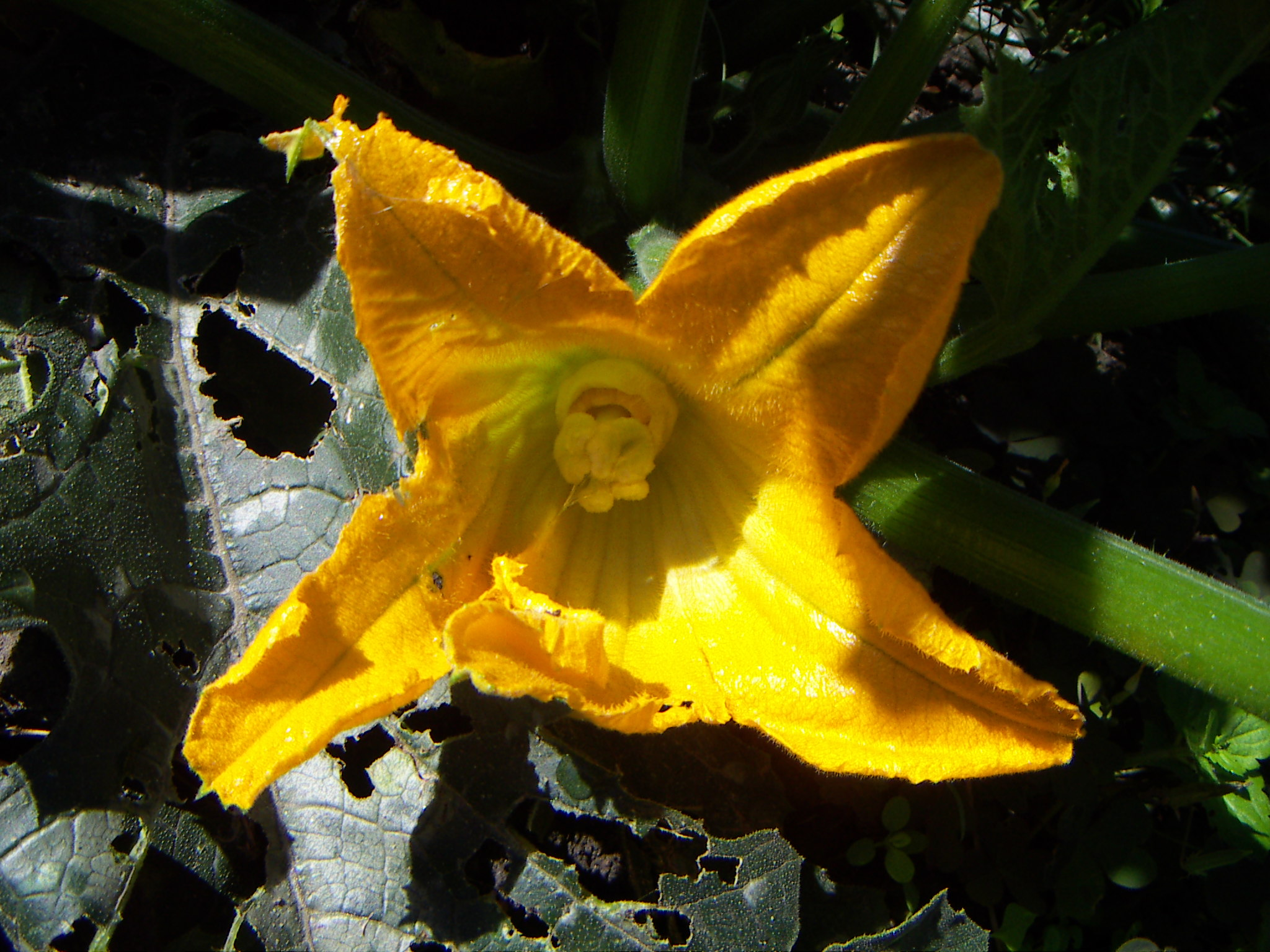
Květ cukety

Cuketa je rostlina keřovitého růstu. Silně dřípené listy na dlouhých řapících jsou tmavozelené a mají bělavé skvrny ze vzdušného pletiva.
Květy cukety bývají tmavě žluté s pěti okvětními lístky.
Plod cukety mívá většinou zelenou, žlutozelenou či žlutou barvu a tvarem připomíná silnou okurku. Povrch má plně zralá cuketa hladký, lesklý a tvrdý, dužina je světle zelená či žlutá v závislosti na odrůdě, velmi měkká a vodnatá s množstvím semen.

## Pěstování a sklizeň
Semenáčky se mohou předpěstovat v kelímcích nebo se semena vysazují rovnou do venkovní půdy. Při hojnosti zálivky a hnojení rostliny rychle mohutní. Po 5–6 týdnech se objevují samčí květy, po dalším týdnu samičí a první plody se tak dají sklízet už za 60–65 dnů od výsevu.
Rostliny netrpí mnoha škůdci ani chorobami, jen vzácně padlím okurkovým.

## Využití

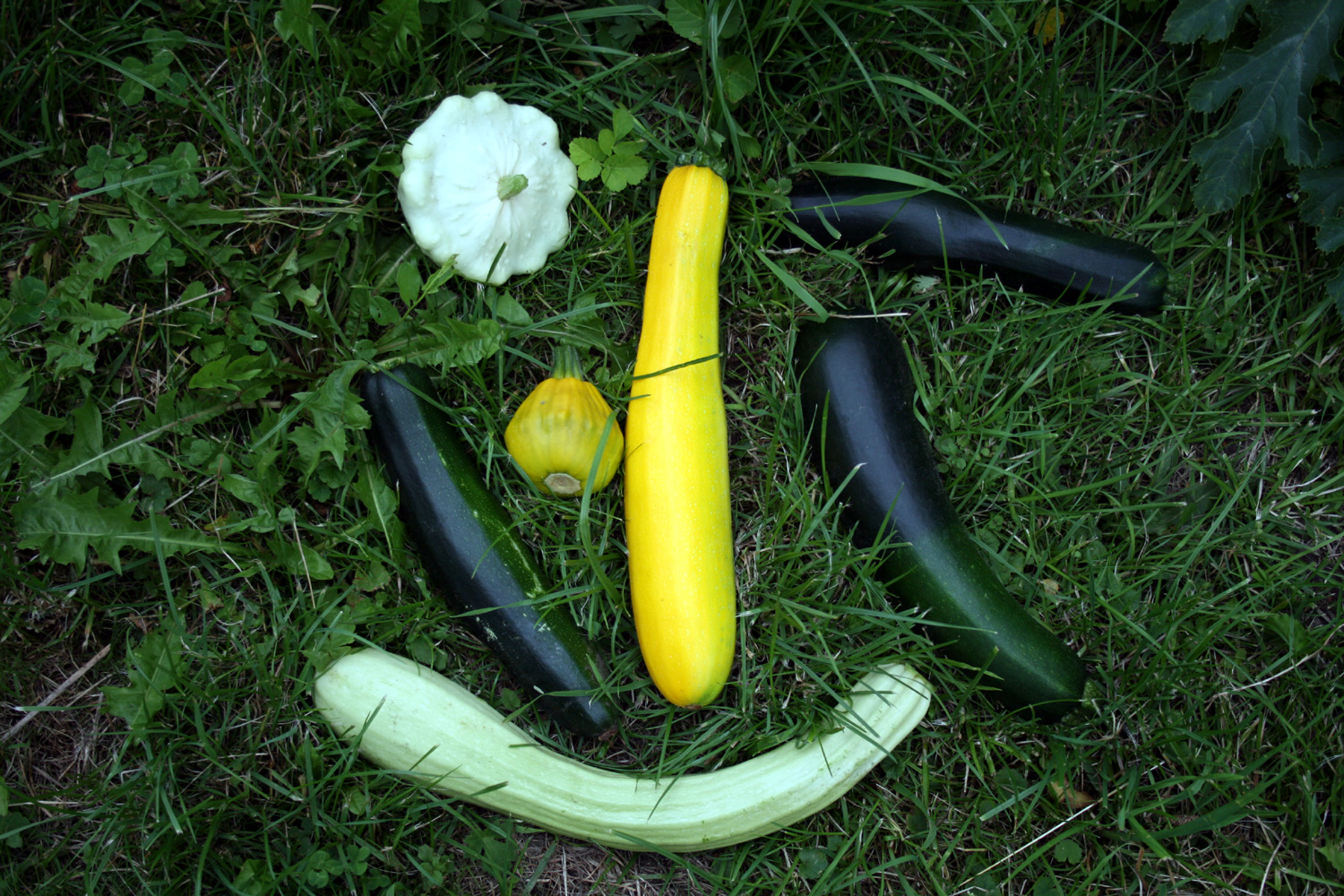
Různé druhy cuket

Cuketa se používá především v kuchyni, a to na velkou spoustu způsobů. V českých kuchyních se objevila v 80. letech v masovém měřítku. Důvodem k rychlému rozšíření bylo tehdy snadné a rychlé pěstování, které zvládne i nepříliš zdatný zahradník, velká a levná úroda a nedostatek výběru zeleniny. Svou dobrou celoroční dostupnost si zachovává stále.
Na rozdíl od okurek se téměř vždy podává tepelně upravená. To je ale jen zažitý stereotyp. protože zejména mladá cuketa je chutná i syrová, třeba jako součást zeleninových salátů. Sama o sobě má velmi jemnou chuť a naopak snadno přejímá chuť přísad, je tedy velmi vhodné ji silně kořenit a používat výrazné ingredience, jako je např. česnek, který ji dobře doplňuje. Známé jsou především pokrmy z dušené či zapečené cukety (populární je obdoba bramboráku zvaná cukeťák), také se však dělá plněná, smaží se i jako řízek, griluje se a vaří se též cuketová polévka. Méně rozšířené jsou recepty na sladké moučníky, saláty či knedlíky.
K přípravě pokrmů se také dají spotřebovat cuketové květy, a to především plněné. Ve Francii je cuketa známá jako zásadní přísada do ratatouille.
Nejchutnější a nejkvalitnější jsou malé až středně velké plody do 25 cm, které se nemusí loupat, mají minimum masy měkkých nedovyvinutých semínek a jsou křehké. Častá sklizeň menších plodů navíc rostliny nutí do remontace (opakované plodnosti).
Cuketa má velmi nízkou energetickou hodnotu, protože obsahuje kolem 91 % vody, jen trochu vlákniny a pouze kolem 4 % sacharidů. Nejcennější je vysoký obsah karotenu (až 5 mg %, jako např. u papriky) a minerálních látek, např. draslíku, který vyplavuje z těla nadbytečnou vodu a soli.

## Průměrný obsah látek a minerálů
Tabulka udává dlouhodobě průměrný obsah živin, prvků, vitamínů a dalších nutričních parametrů zjištěných v cuketách.
| Složka          | Jednotka | Průměrný obsah | Prvek (mg/100 g) | Průměrný obsah | Složka (mg/100 g) | Průměrný obsah |
| --------------- | -------- | -------------- | ---------------- | -------------- | ----------------- | -------------- |
| voda            | g/100 g  | 93,7           | Na               | 1              | vitamin C         | 21             |
| bílkoviny       | g/100 g  | 1,8            | K                | 360            | vitamin D         | 0              |
| tuky            | g/100 g  | 0,4            | Ca               | 25             | vitamin E         | –              |
| cukry           | g/100 g  | 1,7            | Mg               | 22             | vitamin B6        | 0,15           |
| celkový dusík   | g/100 g  | 0,29           | P                | 45             | vitamin B12       | 0              |
| vláknina        | g/100 g  | 0,9            | Fe               | 0,8            | karoten           | 0,61           |
| mastné kyseliny | g/100 g  | 0,4            | Cu               | 0,02           | thiamin           | 0,12           |
| cholesterol     | g/100 g  | 0              | Zn               | 0,3            | riboflavin        | 0,02           |
| energie         | kJ/100 g | 74             | Mn               | 0,1            | niacin            | 0,3            |

## Rekordy
Nejdelší vypěstovaná cuketa měřila 2,52 metru. Vypěstoval ji Ital Giovanni Batista Scozzafava v Niagara Falls v kanadském Ontariu. Změřena byla 28. srpna 2014 a rekord je zapsán v Guinnessově knize rekordů.